# De Nora
Industrie De Nora S.p.A. ist ein italienisches multinationales Unternehmen mit Sitz in Mailand. Das Unternehmen ist in der Elektrochemie tätig und Weltmarktführer in der Herstellung und dem Vertrieb von Elektroden für alle wichtigen industriellen elektrochemischen Prozesse.

## Geschichte
Das Unternehmen wurde 1923 von dem italienischen Ingenieur Oronzio De Nora gegründet.
Ab 1969 begann De Nora durch die Gründung verschiedener Niederlassungen und Joint Ventures auch geographisch zu expandieren und erlangte somit Zugriff zu mehreren ausländischen Märkten, zuerst in Japan, dann in Singapur, Brasilien, Indien, China und Deutschland.
Seit 2015 wendet das Unternehmen seine technologische Expertise auch in den Bereichen der Wasseraufbereitung an.
Im Dezember 2021 wurde bekannt, dass De Nora in einem Joint Venture mit dem deutschen Unternehmen Thyssenkrupp als Lieferant von Elektrolyseanlagen ausgewählt wurde. Diese Anlagen dienen zur Verwirklichung des Baus der weltweit größten grünen Wasserstoffproduktionsanlage in Saudi-Arabien, ein  Teil des Projekts Neom.
Seit 2022 wird De Nora an der Borsa Italiana notiert.

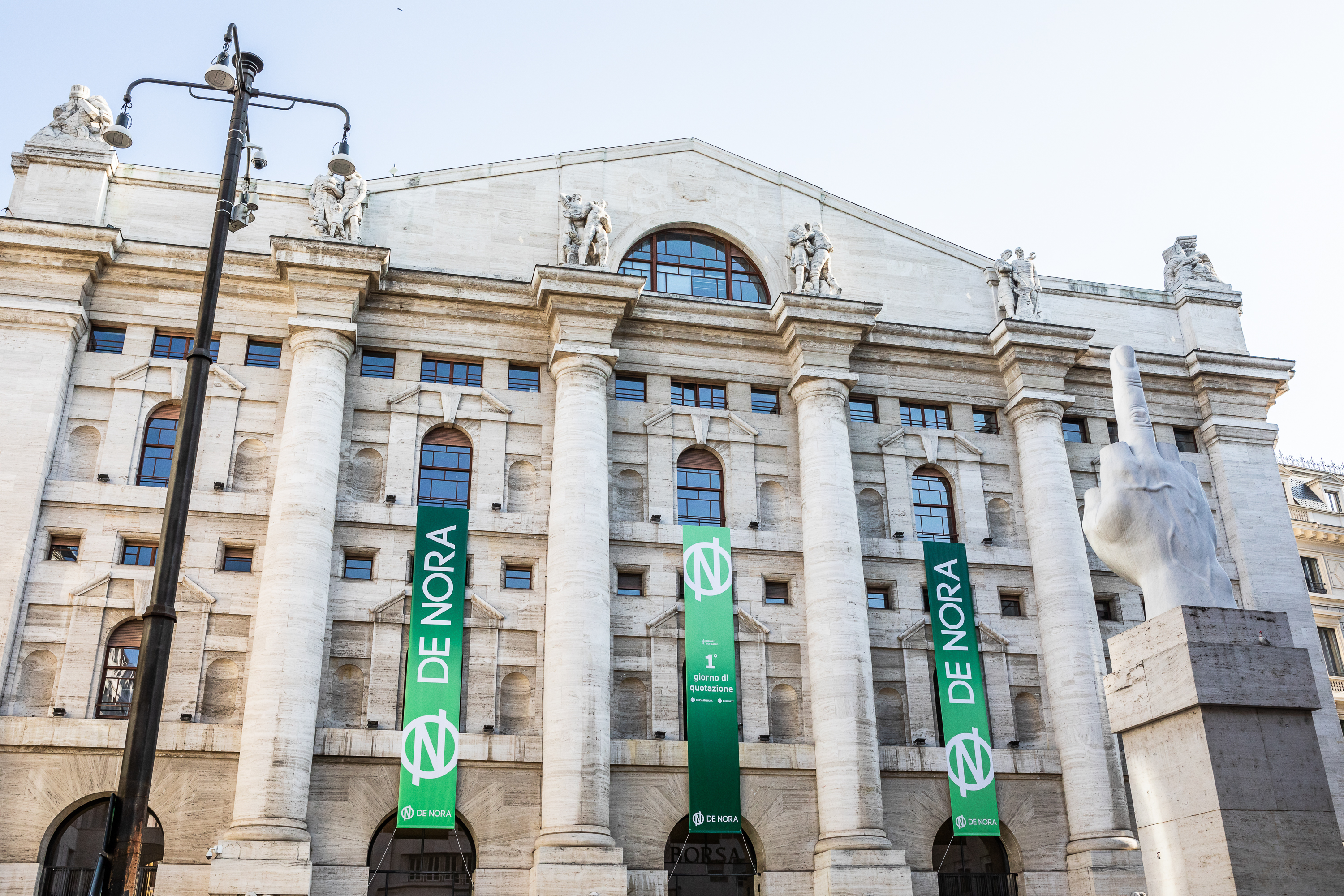
Mailänder Börse am Tag der Notierung von De Nora

## Unternehmensbetrieb
Industrie De Noras Kerngeschäft liegt als Hersteller von Elektroden im elektrochemischen Industriebereich. Die  Anwendungsgebiete der Produkte lassen sich in drei Hauptbereiche gliedern: Industrieanwendungen, Wasserbehandlung und die Produktion von grünem Wasserstoff für die Energiewende.
Mit einem Umsatz von 856 Millionen Euro und einem Nettogewinn von 231 Millionen Euro im Jahr 2023 ist das Unternehmen weltweit aufgestellt, unter anderem in Italien, Deutschland, Großbritannien, Brasilien, den Arabischen Emiraten, Indien, China, Japan, Singapur und den Vereinigten Staaten.